# Ronda Élite a la Eurocopa Sub-17 2008
La Ronda Élite a la Eurocopa Sub-17 2008 contó con la participación de 28 selecciones infantiles de Europa provenientes de la ronda anterior.
El vencedor de cada uno de los 7 grupos clasifica a la fase final del torneo a celebrarse en Turquía junto al país anfitrión.

## Grupo 1
Los partidos se jugaron en Irlanda.
| País     | J | G | E | P | GF | GC | GD | Pts |
| -------- | - | - | - | - | -- | -- | -- | --- |
| Irlanda  | 3 | 1 | 1 | 1 | 4  | 3  | 1  | 4   |
| Portugal | 3 | 1 | 1 | 1 | 3  | 3  | 0  | 4   |
| Alemania | 3 | 1 | 1 | 1 | 3  | 3  | 0  | 4   |
| Grecia   | 3 | 1 | 1 | 1 | 3  | 4  | –1 | 4   |

| 13 de marzo de 2008 | Portugal            | 1–1     | Grecia                | Athlone Town Stadium, Athlone |                           |
|                     | Nélson Oliveira 18' | Reporte | K. Papadopoulos 80+1' | Árbitro(s): Hannes Kaasik     | Árbitro(s): Hannes Kaasik |

| 13 de marzo de 2008 | Irlanda        | 1–1     | Alemania | Terryland Park, Galway        |                               |
|                     | Cunningham 67' | Reporte | Kroos 8' | Árbitro(s): Arman Amirkhanyan | Árbitro(s): Arman Amirkhanyan |

| 15 de marzo de 2008 | Alemania | 0–2     | Portugal                             | Terryland Park, Galway    |                           |
|                     |          | Reporte | Nuno Reis 68' · Teixeira Caetano 74' | Árbitro(s): Marcin Borski | Árbitro(s): Marcin Borski |

| 15 de marzo de 2008 | Irlanda     | 1–2     | Grecia                            | Athlone Town Stadium, Athlone |                           |
|                     | Gunning 52' | Reporte | Dunleavy 39' (a.g.) · Vellios 76' | Árbitro(s): Hannes Kaasik     | Árbitro(s): Hannes Kaasik |

| 18 de marzo de 2008 | Portugal | 0–2     | Irlanda                    | Terryland Park, Galway        |                               |
|                     |          | Reporte | Sullivan 46' · Gunning 55' | Árbitro(s): Arman Amirkhanyan | Árbitro(s): Arman Amirkhanyan |

| 18 de marzo de 2008 | Grecia | 0–2     | Alemania                        | Athlone Town Stadium, Athlone |                           |
|                     |        | Reporte | Gulde 37' (pen.) · Cincotta 69' | Árbitro(s): Marcin Borski     | Árbitro(s): Marcin Borski |

## Grupo 2
Los partidos se jugaron en Croacia.
| País      | J | G | E | P | GF | GC | GD | Pts |
| --------- | - | - | - | - | -- | -- | -- | --- |
| Suiza     | 3 | 2 | 1 | 0 | 3  | 1  | 2  | 7   |
| Croacia   | 3 | 2 | 0 | 1 | 7  | 1  | 6  | 6   |
| Bélgica   | 3 | 1 | 1 | 1 | 6  | 7  | –1 | 4   |
| Dinamarca | 3 | 0 | 0 | 3 | 2  | 9  | –7 | 0   |

| 19 de marzo de 2008 | Suiza           | 1–1     | Bélgica   | Makarska,                 |                           |
|                     | Ben Khalifa 73' | Reporte | Bruno 48' | Árbitro(s): Babak Guliyev | Árbitro(s): Babak Guliyev |

| 19 de marzo de 2008 | Croacia                             | 3–0     | Dinamarca | Metković,              |                        |
|                     | Kramarić 11' 17' · Andrijašević 54' | Reporte |           | Árbitro(s): István Vad | Árbitro(s): István Vad |

| 21 de marzo de 2008 | Suiza      | 1–0     | Dinamarca | Ploče,                    |                           |
|                     | Mehmedi 5' | Reporte |           | Árbitro(s): Babak Guliyev | Árbitro(s): Babak Guliyev |

| 21 de marzo de 2008 | Bélgica | 0–4     | Croacia                                                                | Stadion Gospin dolac, Imotski   |                                 |
|                     |         | Reporte | Ivanović 29' (pen.) · Vrsaljko 35' · Kramarić 56' (pen.) · Maričić 80' | Árbitro(s): Ovidiu Alin Hategan | Árbitro(s): Ovidiu Alin Hategan |

| 24 de marzo de 2008 | Dinamarca                | 2–5     | Bélgica                                               | Stadion Gospin dolac, Imotski |                        |
|                     | Lindsten 13' · Sarić 15' | Reporte | David 1' · Pottiez 33' 74' · Cosemans 37' · Bruno 80' | Árbitro(s): István Vad        | Árbitro(s): István Vad |

| 24 de marzo de 2008 | Croacia | 0–1     | Suiza          | Makarska,                       |                                 |
|                     |         | Reporte | Borkovic 80+3' | Árbitro(s): Ovidiu Alin Hategan | Árbitro(s): Ovidiu Alin Hategan |

## Grupo 3
Los partidos se jugaron en Israel.
| País       | J | G | E | P | GF | GC | GD | Pts |
| ---------- | - | - | - | - | -- | -- | -- | --- |
| Francia    | 3 | 2 | 1 | 0 | 7  | 4  | 3  | 7   |
| Israel     | 3 | 1 | 1 | 1 | 7  | 6  | 1  | 4   |
| Rusia      | 3 | 1 | 0 | 2 | 5  | 8  | –3 | 3   |
| Inglaterra | 3 | 0 | 2 | 1 | 5  | 6  | –1 | 2   |

| 25 de marzo de 2008 | Inglaterra  | 1–1     | Francia  | Haberfeld Stadium, Rishon LeZion |                                  |
|                     | Rodwell 58' | Reporte | Nego 78' | Árbitro(s): Robert Schörgenhofer | Árbitro(s): Robert Schörgenhofer |

| 25 de marzo de 2008 | Israel                              | 3–1     | Rusia            | Ness Ziona Stadium, Ness Ziona |                              |
|                     | Golasa 22' · Ghadir 25' · Hakim 43' | Reporte | Logua 61' (pen.) | Árbitro(s): Leontios Trattou   | Árbitro(s): Leontios Trattou |

| 27 de marzo de 2008 | Inglaterra                 | 2–3     | Rusia                                         | Haberfeld Stadium, Rishon LeZion |                                  |
|                     | James 45' · Delfouneso 73' | Reporte | Kokorin 36' · Stolyarenko 39' · Pugachyov 67' | Árbitro(s): Robert Schörgenhofer | Árbitro(s): Robert Schörgenhofer |

| 27 de marzo de 2008 | Francia                     | 3–2     | Israel                 | Ness Ziona Stadium, Ness Ziona |                             |
|                     | Grenier 17' · Tafer 39' 69' | Reporte | Golasa 8' · Ghadir 47' | Árbitro(s): Dejan Filipović    | Árbitro(s): Dejan Filipović |

| 30 de marzo de 2008 | Israel                 | 2–2     | Inglaterra                    | Ness Ziona Stadium, Ness Ziona |                             |
|                     | Ghadir 38' · Hakim 63' | Reporte | Mellis 10' · Delfouneso 80+2' | Árbitro(s): Dejan Filipović    | Árbitro(s): Dejan Filipović |

| 30 de marzo de 2008 | Rusia         | 1–3     | Francia                       | Haberfeld Stadium, Rishon LeZion |                              |
|                     | Zabolotni 39' | Reporte | Kakuta 13' 49' · Damour 80+2' | Árbitro(s): Leontios Trattou     | Árbitro(s): Leontios Trattou |

## Grupo 4
Los partidos se jugaron en Serbia.
| País            | J | G | E | P | GF | GC | GD | Pts |
| --------------- | - | - | - | - | -- | -- | -- | --- |
| Serbia          | 3 | 2 | 1 | 0 | 6  | 3  | +3 | 7   |
| Suecia          | 3 | 1 | 1 | 1 | 3  | 8  | -5 | 4   |
| Eslovaquia      | 3 | 1 | 0 | 2 | 4  | 6  | -2 | 3   |
| República Checa | 3 | 1 | 0 | 2 | 8  | 4  | +4 | 3   |

| 26 de marzo de 2008 | Eslovaquia | 1–3     | Serbia                      | Stadion Čika Dača, Kragujevac |                            |
|                     | Bagi 17'   | Reporte | Aleksić 5' 46' · Ljajić 43' | Árbitro(s): Pol van Boekel    | Árbitro(s): Pol van Boekel |

| 26 de marzo de 2008 | República Checa                                                     | 6–0     | Suecia | Stadion Badnjevac, Badnjevac         |                                      |
|                     | Stourac 34' 61' · Vydra 56' · Kadlec 63' · Putz 65' · Dolezel 80+1' | Reporte |        | Árbitro(s): Dumitru Aurelian Bogaciu | Árbitro(s): Dumitru Aurelian Bogaciu |

| 28 de marzo de 2008 | Eslovaquia | 1–2     | Suecia                          | Stadion Badnjevac, Badnjevac         |                                      |
|                     | Mak 9'     | Reporte | Söder 27' · Lundberg 62' (pen.) | Árbitro(s): Dumitru Aurelian Bogaciu | Árbitro(s): Dumitru Aurelian Bogaciu |

| 28 de marzo de 2008 | Serbia                 | 2–1     | República Checa | Stadion Čika Dača, Kragujevac |                          |
|                     | Aleksić 35' (pen.) 55' | Reporte | Kadlec 58'      | Árbitro(s): Vedat Yüksel      | Árbitro(s): Vedat Yüksel |

| 31 de marzo de 2008 | República Checa | 1–2     | Eslovaquia           | Stadion Badnjevac, Badnjevac |                          |
|                     | Folprecht 76'   | Reporte | Bagi 38' · Mak 80+2' | Árbitro(s): Vedat Yüksel     | Árbitro(s): Vedat Yüksel |

| 31 de marzo de 2008 | Suecia         | 1–1     | Serbia             | Stadion Čika Dača, Kragujevac |                            |
|                     | Kačaniklić 40' | Reporte | Aleksić 57' (pen.) | Árbitro(s): Pol van Boekel    | Árbitro(s): Pol van Boekel |

## Grupo 5
Los partidos se jugaron en Irlanda del Norte.
| País              | J | G | E | P | GF | GC | GD | Pts |
| ----------------- | - | - | - | - | -- | -- | -- | --- |
| Escocia           | 3 | 3 | 0 | 0 | 5  | 1  | 4  | 9   |
| Gales             | 3 | 1 | 1 | 1 | 4  | 3  | 1  | 4   |
| Eslovenia         | 3 | 1 | 1 | 1 | 3  | 2  | 1  | 4   |
| Irlanda del Norte | 3 | 0 | 0 | 3 | 2  | 8  | -6 | 0   |

| 17 de marzo de 2008 | Gales        | 1–1     | Eslovenia | Mourneview Park, Lurgan |                        |
|                     | Stephens 67' | Reporte | Berić 51' | Árbitro(s): Marco Borg  | Árbitro(s): Marco Borg |

| 17 de marzo de 2008 | Irlanda del Norte | 1–3     | Escocia                  | The Oval, Belfast         |                           |
|                     | Curran 68'        | Reporte | Fleck 5' 18' · McHugh 9' | Árbitro(s): Libor Kovařík | Árbitro(s): Libor Kovařík |

| 19 de marzo de 2008 | Escocia      | 1–0     | Gales | Showgrounds, Newry     |                        |
|                     | Campbell 70' | Reporte |       | Árbitro(s): Marco Borg | Árbitro(s): Marco Borg |

| 19 de marzo de 2008 | Irlanda del Norte | 0–2     | Eslovenia              | Showgrounds, Newry               |                                  |
|                     |                   | Reporte | Bračko 3' · Vučkić 10' | Árbitro(s): Dimitrios Kalopoulos | Árbitro(s): Dimitrios Kalopoulos |

| 22 de marzo de 2008 | Gales                                  | 3–1     | Irlanda del Norte | Mourneview Park, Lurgan          |                                  |
|                     | Edwards 5' · Dawkin 13' · Williams 49' | Reporte | P. McLaughlin 43' | Árbitro(s): Dimitrios Kalopoulos | Árbitro(s): Dimitrios Kalopoulos |

| 22 de marzo de 2008 | Eslovenia | 0–1     | Escocia   | Showgrounds, Newry        |                           |
|                     |           | Reporte | Fleck 75' | Árbitro(s): Libor Kovařík | Árbitro(s): Libor Kovařík |

## Grupo 6
Los partidos se jugaron en Rumania.
| País    | J | G | E | P | GF | GC | GD | Pts |
| ------- | - | - | - | - | -- | -- | -- | --- |
| España  | 3 | 2 | 1 | 0 | 4  | 2  | 2  | 7   |
| Rumania | 3 | 1 | 2 | 0 | 4  | 3  | 1  | 5   |
| Italia  | 3 | 0 | 2 | 1 | 2  | 3  | –1 | 2   |
| Austria | 3 | 0 | 1 | 2 | 1  | 3  | –2 | 1   |

| 26 de marzo de 2008 | España                | 2–2     | Rumania             | Stadionul Mogoşoaia, Mogoşoaia |                       |
|                     | Rubén 45' · Gazta 63' | Reporte | Alibec 7' · Pop 42' | Árbitro(s): Jan Jílek          | Árbitro(s): Jan Jílek |

| 26 de marzo de 2008 | Italia            | 1–1     | Austria     | Stadionul Concordia, Chiajna  |                               |
|                     | Destro 33' (pen.) | Reporte | Dragović 9' | Árbitro(s): Stanislav Todorov | Árbitro(s): Stanislav Todorov |

| 28 de marzo de 2008 | Austria | 0–1     | España        | Stadionul Concordia, Chiajna |                             |
|                     |         | Reporte | Canales 80+2' | Árbitro(s): Simon Lee Evans  | Árbitro(s): Simon Lee Evans |

| 28 de marzo de 2008 | Italia     | 1–1     | Rumania    | Stadionul Mogoşoaia, Mogoşoaia |                               |
|                     | Borini 40' | Reporte | Alibec 79' | Árbitro(s): Stanislav Todorov  | Árbitro(s): Stanislav Todorov |

| 31 de marzo de 2008 | España   | 1–0     | Italia | Stadionul Concordia, Chiajna |                       |
|                     | Manu 60' | Reporte |        | Árbitro(s): Jan Jílek        | Árbitro(s): Jan Jílek |

| 31 de marzo de 2008 | Rumania | 1–0     | Austria | Stadionul Mogoşoaia, Mogoşoaia |                             |
|                     | Albu 8' | Reporte |         | Árbitro(s): Simon Lee Evans    | Árbitro(s): Simon Lee Evans |

## Grupo 7
Los partidos se jugaron en Países Bajos.
| País                 | J | G | E | P | GF | GC | GD | Pts |
| -------------------- | - | - | - | - | -- | -- | -- | --- |
| Países Bajos         | 3 | 2 | 0 | 1 | 4  | 1  | 3  | 6   |
| Noruega              | 3 | 1 | 1 | 1 | 3  | 3  | 0  | 4   |
| Bosnia y Herzegovina | 3 | 1 | 1 | 1 | 3  | 4  | –1 | 4   |
| Hungría              | 3 | 0 | 2 | 1 | 3  | 5  | –2 | 2   |

| 13 de marzo de 2008 | Países Bajos | 0–1     | Bosnia y Herzegovina | De Winkewijert, Apeldoorn |                          |
|                     |              | Reporte | Fazlić 64'           | Árbitro(s): Sascha Kever  | Árbitro(s): Sascha Kever |

| 13 de marzo de 2008 | Hungría                    | 1–1     | Noruega     | Sportpark Orderbos, Apeldoorn |                              |
|                     | Andersen Aase 80+3' (a.g.) | Reporte | Ibrahim 63' | Árbitro(s): Albert Toussaint  | Árbitro(s): Albert Toussaint |

| 15 de marzo de 2008 | Países Bajos                | 2–0     | Noruega | Sportpark Muldersingel, Wezep |                          |
|                     | Castillion 19' · Cabral 38' | Reporte |         | Árbitro(s): Sascha Kever      | Árbitro(s): Sascha Kever |

| 15 de marzo de 2008 | Bosnia y Herzegovina  | 2–2     | Hungría                   | De Winkewijert, Apeldoorn |                       |
|                     | Durak 9' · Fazlić 61' | Reporte | Csorba 27' · Tischler 36' | Árbitro(s): Mario Vlk     | Árbitro(s): Mario Vlk |

| 18 de marzo de 2008 | Hungría | 0–2     | Países Bajos                  | Sportpark Orderbos, Apeldoorn |                              |
|                     |         | Reporte | Castillion 36' · Sneijder 45' | Árbitro(s): Albert Toussaint  | Árbitro(s): Albert Toussaint |

| 18 de marzo de 2008 | Noruega                            | 2–0     | Bosnia y Herzegovina | Sportpark Muldersingel, Wezep |                       |
|                     | Eggen Hedenstad 62' · Johansen 69' | Reporte |                      | Árbitro(s): Mario Vlk         | Árbitro(s): Mario Vlk |